# Magyar Nemzeti Arcvonal
A Magyar Nemzeti Arcvonal hungarista eszmeiségű szervezet, melyet 1989-ben Győrben hoztak létre. Eredeti neve Magyar Nemzetiszocialista Akciócsoportok volt, ám ezt 1992. november 29-én Magyar Nemzeti Arcvonalra változtatták. A rövidítés, MNA, nem változott.
Alapítóját, Győrkös Istvánt 2019-ben életfogytiglani börtönbüntetésre ítélték egy rendőrtiszt, Pálvölgyi Péter meggyilkolásáért (lásd: bőnyi rendőrgyilkosság).

## Az MNA története
Győrkös és csoportja használta először (de nem elsőként) a rendszerváltás után nagy nyilvánosság előtt az árpádsávos zászlót, mikor 1992. október 23-án kifütyülték Göncz Árpádot, aki a mikrofonhoz lépése után el sem tudta kezdeni ünnepi beszédét, és pár perces várakozást követően végül meg sem tartotta azt.
Egy időben a Magyar Nemzeti Arcvonal volt Magyarország egyik legnagyobb és legszervezettebb félkatonai szervezete, mely erősen hierarchikus felépítéssel rendelkezett.
1994. április 27-én vezetőjük, Győrkös István egy budapesti sajtótájékoztatón az Arcvonalat hungarista szervezetnek nevezte, amiért másnap letartóztatták. A szervezet magát az eredeti Hungarista mozgalom kizárólagos jogutódjának tartotta, mivel Győrkös 1995-ben hivatalos megbízással megkapta a mozgalom vezetését Tatár Imrétől. Tatár még 1980-ban kapta saját kinevezését Henney Árpádtól, aki Szálasi Ferenc kivégzése után vezette az emigrációban tovább működő Hungarista Mozgalmat.
1994. április 20-án Ekrem-Kemál György, Győrkös István és Szabó Albert közösen jelentették be a Hungarista Mozgalom megalakulását, ám hamar külön utakon folytatták. Megbízatása alapján a Hungarista Mozgalmat Győrkös vitte tovább.
Győrkös István meghatározta a mozgalom erkölcsi és szellemi alapjait és a Kódexet, megalkotta a mozgalom jelképeit, jelszavát, meghatározta ünnepeit. Becsület Napja néven új ünnepet alapított, melyet azóta nagyon sok nemzeti szervezet ünnepel meg. Éveken keresztül szerkesztette és adta ki az MNA tájékoztató, ill. a Sólyom lapot. A két újság összevonásából született meg később a Jövőnk kiadvány. Jelenleg Hídfő címen jelenik meg időszakos lapként.
A mozgalomban 2012-ben szakadás következett be. Azután Győrkös MNA 1989 néven vitte tovább az általa életre hívott és vezetett mozgalmat.
2016-ban mindkét csoport feloszlott.

## Katonai kiképzésük
Az MNA elképzelései szerint a kapitalista nyugati világ hanyatlóban van, ezért fontosnak tartják a tagság számára a lehető legjobb kiképzés biztosítását. A tagság a kiképzést „egységesített kiképzési rendszer” szerint, katonáktól, volt katonáktól kapja. Heti rendszerességgel járnak gyakorlatokra, túrákra, és évente több katonai tábort szerveznek (ezek időtartama változó, általában 3-7 nap), melyek közül a legtöbb nem nyilvános. A gyakorlatok során főleg airsoft, paintball és légfegyvereket alkalmaznak, illetve különböző legálisan kapható, katonai kiképzéshez szükséges eszközt, mint: katonai térképek, gyakorlógránátok, stb. Országszerte több táboruk is működik, a legnagyobb Bőny külterületén, („Sas-hegy”), magánterületen.

## Az Arcvonal ismertebb csoportjai, egységei

### Vándorsólymok
Az MNA ifjúsági szervezete 1989-ben alakult Vándorsólyom Természetjáró Egyesület (VTE) néven, 2003-ban a bíróság feloszlatta. 2003-2010-ig Vándorsólyom Hagyományőrző Bajtársi közösség (VHBK) néven működött.

### Kecskés Gábor Kultúrcsoport
A Kecskés Gábor Kultúrcsoport (KGK) előadások, kultúrestek, valamint zenés táncestek szervezésével foglalkozik, illetve ez az MNA zenekara. Nevét Kecskés Gáborról kapta, aki az MNA tagja volt és 2001-ben hunyt el. A csoport 2008-ban megszűnt.

### Népi Akciócsoportok
A Népi Akciócsoportok ugyanolyan képzést kapnak, mint az MNA rendes tagsága, de rájuk nem vonatkoznak az MNA kódex című kiadványában szereplő szabályok.